# Juhkentali

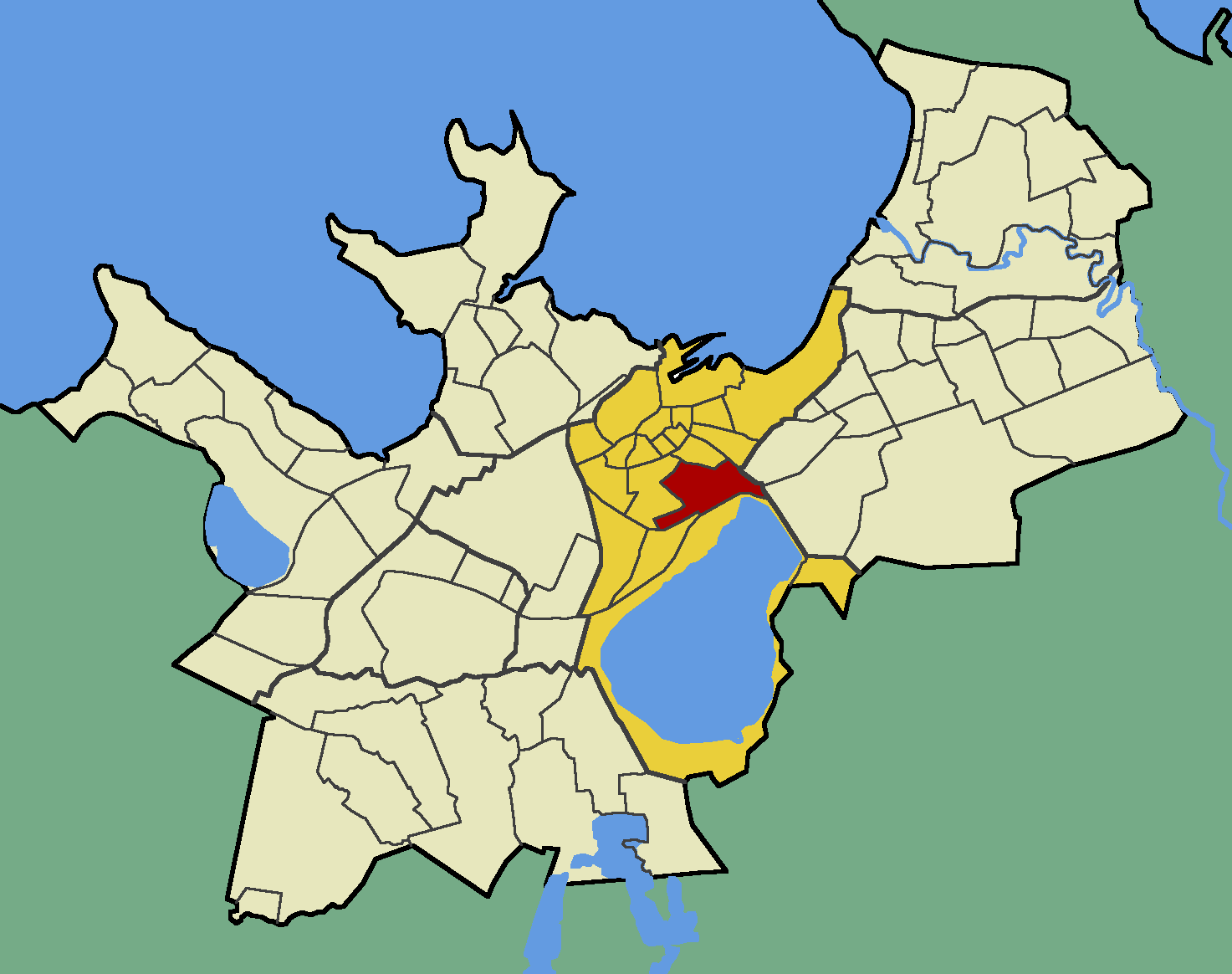
Der Bezirk Juhkentali (rot) im Tallinner Stadtteil Kesklinn (gelb)

Juhkentali ist ein Bezirk (estnisch asum) der estnischen Hauptstadt Tallinn. Er liegt im Stadtteil Kesklinn („Innenstadt“).

## Beschreibung und Geschichte
Juhkentali hat 1.074 Einwohner (Stand 2008).
In dem Stadtbezirk liegen unter anderem das Sportstadion Kalevi Keskstaadion und die Kalevi spordihall.
In Juhkentali befindet sich auch der Zentrale Busbahnhof der estnischen Hauptstadt (Tallinna bussijaam). Von dort fahren Linienbusse alle Teile Estlands sowie Ziele im west- und osteuropäischen Ausland an.

## Bilder

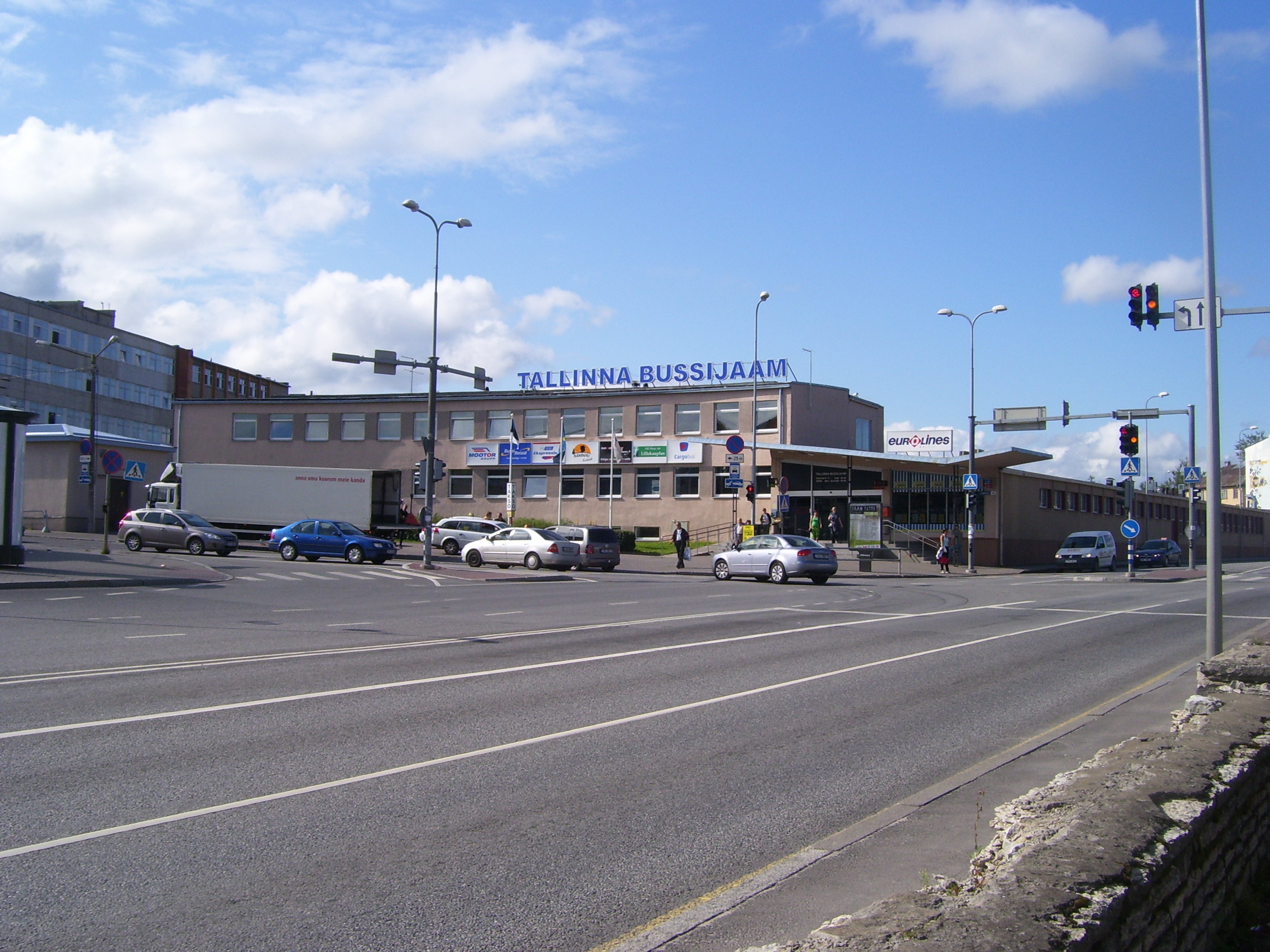
Der Zentrale Busbahnhof Tallinns
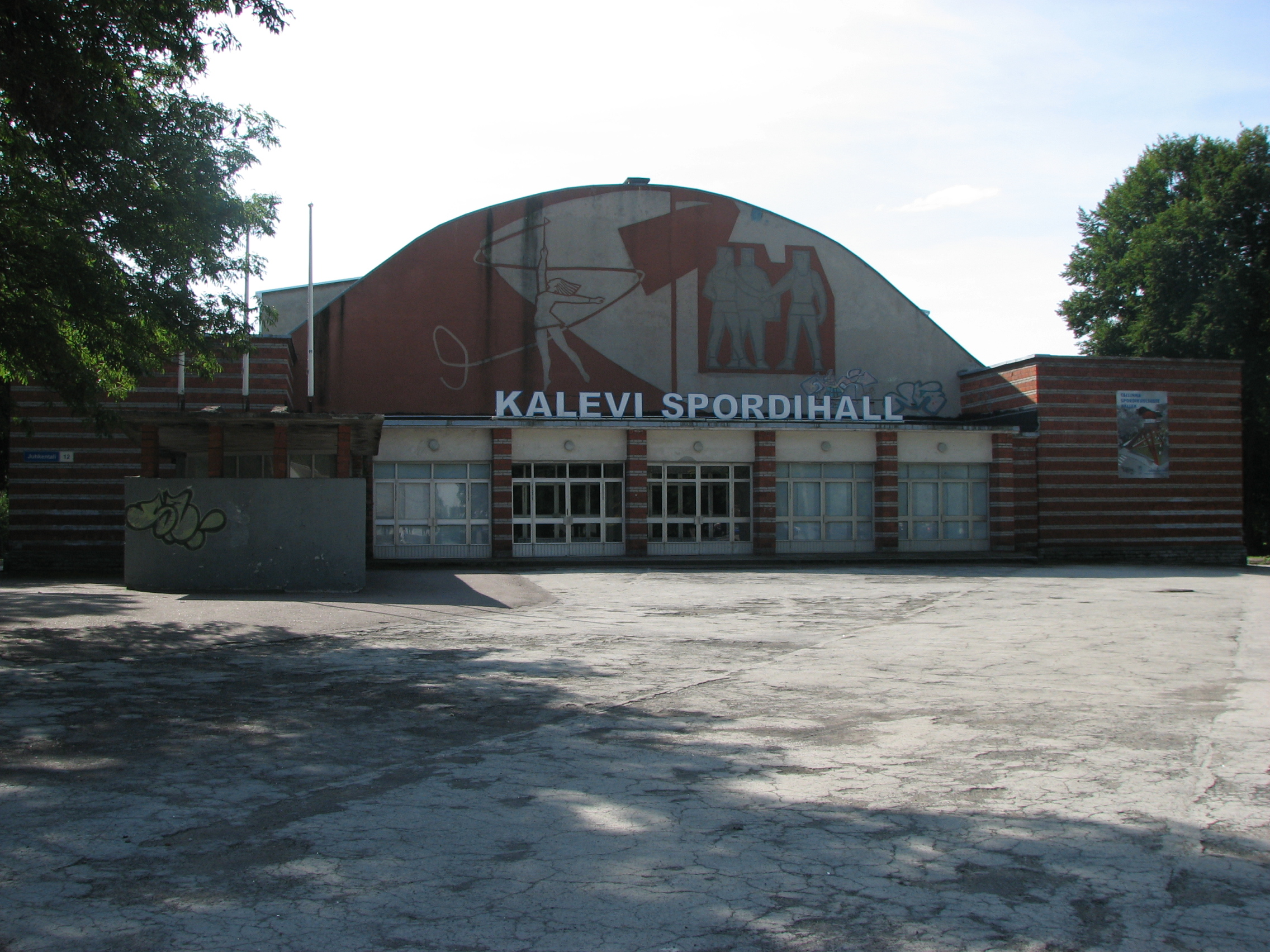
Die Multifunktions-Halle Kalevi spordihall
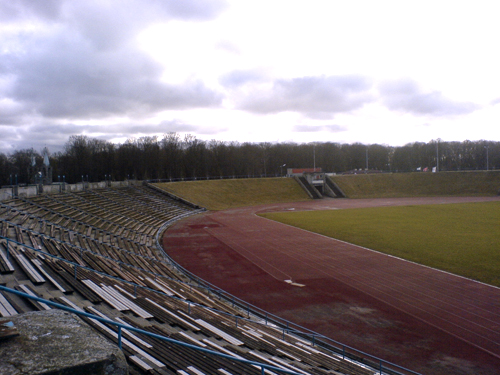
Das Sportstadion Kalevi Keskstaadion
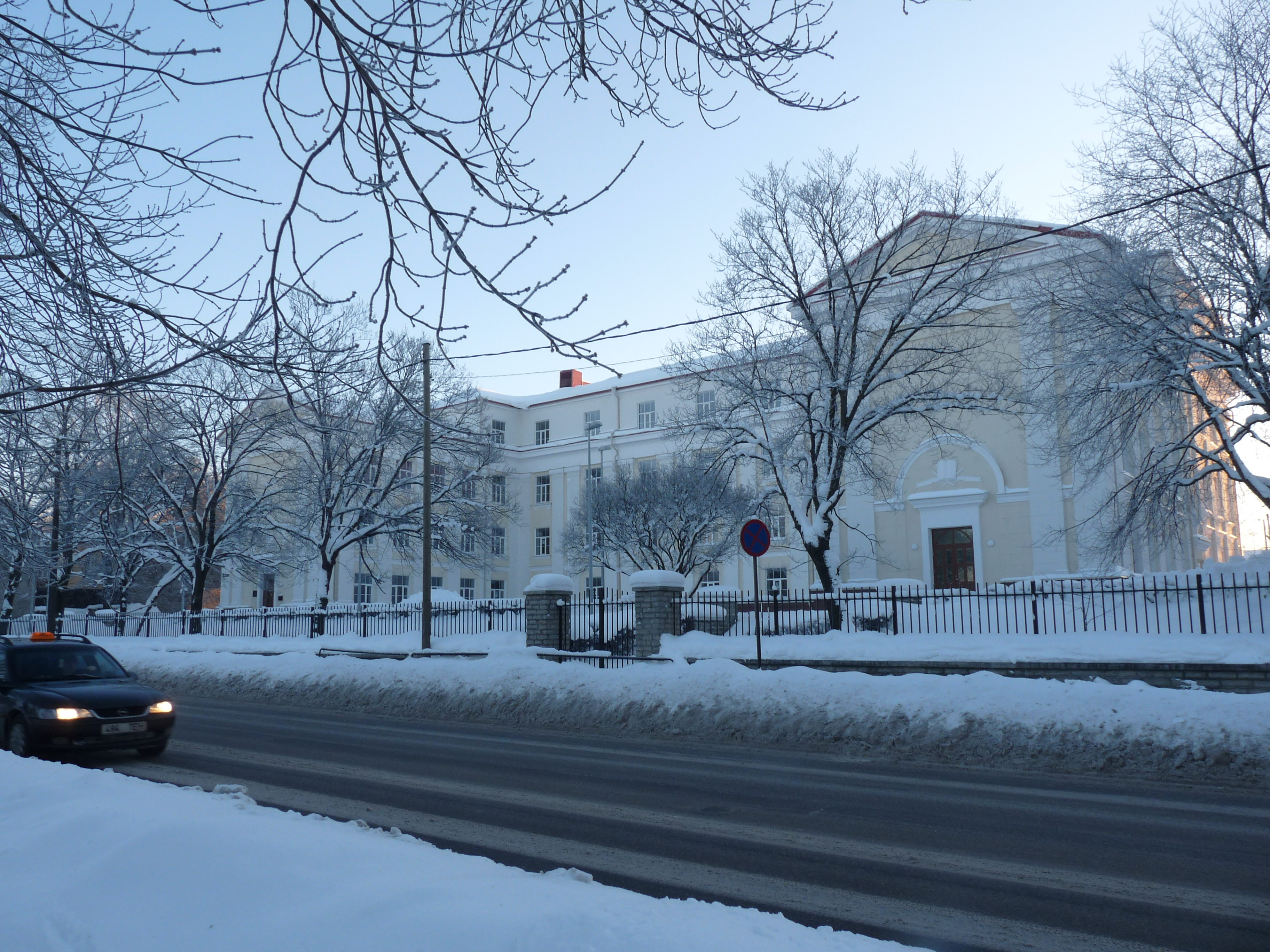
Hauptgebäude des Gymnasiums Juhkentali
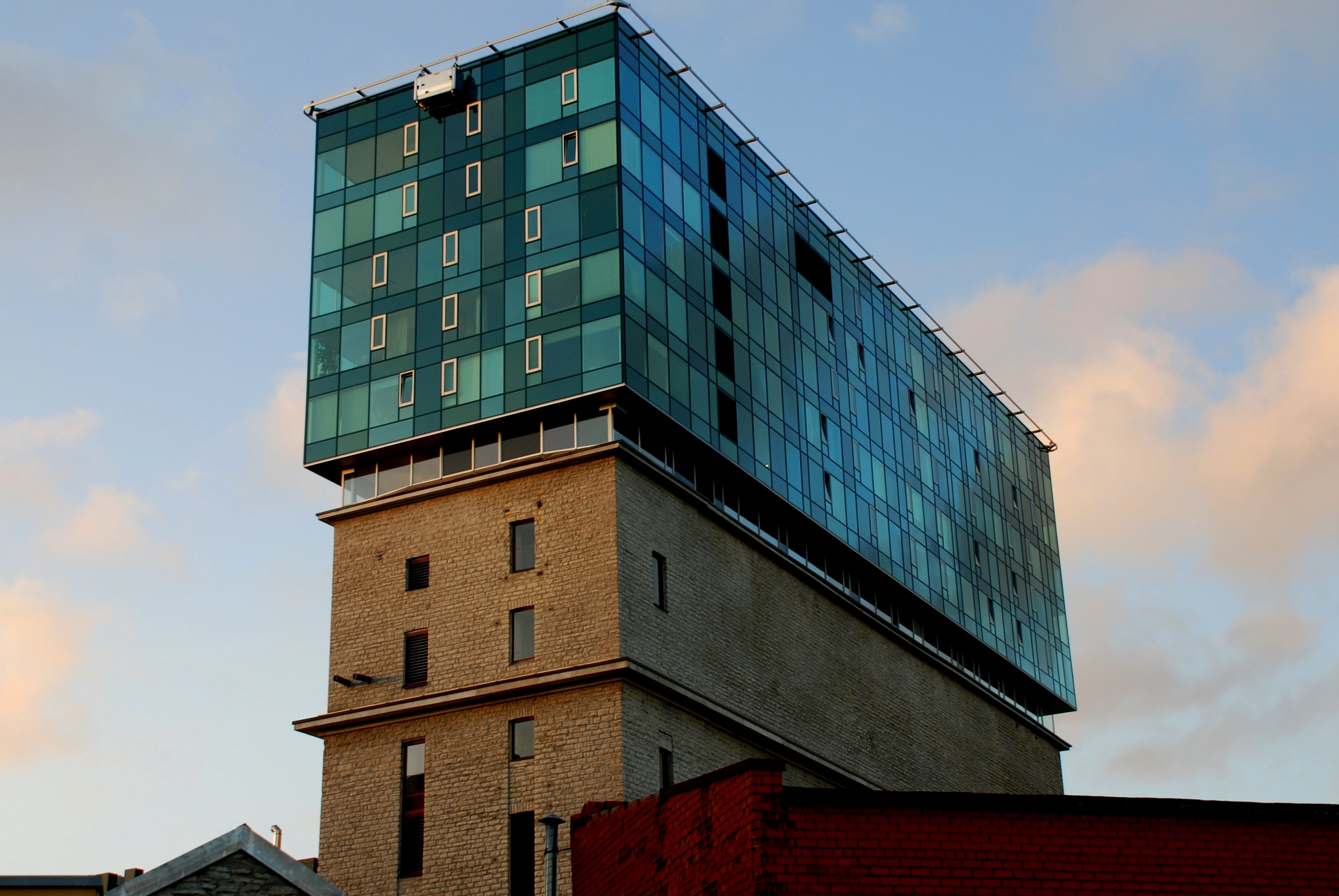
Das „Fahle-Haus“ in der alten Tallinner Zellulosefabrik